# Microberlinia
Microberlinia là một chi thực vật có hoa trong họ Đậu.